# 黄浦江死猪漂流事件
黄浦江死猪漂流事件是指自2013年3月初起，在黄浦江上海松江段，打捞起数千头高度腐败的死猪的水污染事件。

## 新闻动态

### 3月11日之前
3月初，中国大陆各大网站开始关注此事件，3月9日的新闻称，死猪并未影响到当地供水。官方表示，并未影响到上海居民的饮用水水质。据3月11日的新闻报道，漂浮的死猪带有致病原，但不属于人畜共患病。
另有环卫工人称，黄浦江时常出现死猪尸体，每年春夏之交、夏秋之交均是高发期。

### 3月12日至3月14日
最新消息表示，黄浦江中死猪来源自上游浙江嘉兴，官方表示猪的死因为失温致死，因为冻死猪太多无法处理，故将其丢入河道。并有一些养殖户被立案调查。另据新闻报道，养殖户由于死猪埋葬处理费用太高，所以才会将其抛入黄浦江。在此事件爆出的几天内，民政部长初次回应时表示，死猪火葬费过高是造成此事件的原因，几天后，他又说死猪无需火葬，只需要进行埋葬等无害化处理。经媒体报道几日后，上海河道漂浮死猪仅剩零星几头，恶臭环境改善。

### 后续
- 截至15日15时，上海相关区域内共打捞起漂浮死猪8354头。[9]
- 截至3月17日15时，上海市相关水域内打捞起死猪数量已达9460具。[10]
- 截至3月18日下午3时，上海市累计打捞的死猪共达到9795头，嘉兴则共收集打捞乱弃的死猪4664头。[11]两地打捞死猪尸体合计已近一万五千具。
- 截至3月20日，上海市已累计打捞死猪10395头。[12]

### 禽流感
對於是否與幾乎同時期在長三角爆发的H7N9禽流感有關連，復旦大學公共衛生學院院長姜慶五表示，從以往全世界爆發的情況上來看，H7N9的病毒主要是在禽類裡面發生，沒有在豬裡面發生過，而上海市公共衛生臨床中心黨委書記盧洪洲則在同日表示：流行病学研究證明，黃浦江打撈的死豬中，致死病毒是豬圓環，只傳染豬不傳染人，「禽流感病毒再怎麼分裂變異，也不會和豬圓環病毒扯上關係」，但豬隻本身可以成為病毒雜交的宿主。

## 民众意见的报道

### 辩护
- 2013年3月20日，一名农业专家称：“就好比你在游泳池发现几只死苍蝇，恶心归恶心，但对水质会有多大影响？更何况黄浦江很宽，又是流动的活水。”[15][16]

### 质疑
- 作家李鸣生说，“这不仅是环境问题，更是社会公德问题；污染的不光是上海江水，更是国人精神！”[17]
- 中国大陆青年女诗人潘婷在新浪微博发文质疑此事件，结果被禁言，穿便衣的国保赴其家监控。[18]台湾著名女艺人伊能静在新浪微博发文“苹果难吃，还是死猪难吃。苹果难管，还是奶粉难管。苹果黑，还是空气黑。苹果没洗干净，是苹果脏还是水脏。这世界有一种观点叫失焦，不过失焦也好，因为本来真正想聚焦的就模糊掉了。”不久之后被禁言。
- 天使投资人薛蛮子在新浪微博发文《蛮子十问中国自来水》，质问环保部中国水质污染问题。[18]

- 在3月15日浙江省嘉兴市政府召开新闻发布会公布近一周内收集的死猪数目为3601头时，负责打捞死猪的渔民纷纷表示这一数字只是死猪数的冰山一角，死猪数可能达数万头。[19]
- 上海网友心声，我们不要免费“猪肉汤”[20]，民众希望官方尽快处理此事，并对此事件的前因后果给予民众答复。

## 官方回应

### 农业部
农业部表示高度关注，并迅速派出调查组赴浙江、上海实地了解情况，督导、协调处置工作。国家首席兽医师于康震14日带领农业部督导组赴浙江，督促指导地方科学开展处置工作。

### 嘉兴市
3月15日晚10点半至11点10分，嘉兴市召开新闻通报会，嘉兴市副市长赵树梅通报相关情况:

1. 不能认定黄浦江死猪全部来源于嘉兴；
2. 嘉兴市未发现动物疫情；
3. 嘉兴市区水厂、湿地出入水口水质指标正常，苏浙沪交界断面水质保持稳定。

死猪的主要原因有:

1. 嘉兴市生猪总体养殖量大、规模小、密度高，小规模户饲养管理水平差，正常死亡绝对量大。
2. 死猪中，小猪占大多数，去年冬到今年春，嘉兴雨雪天气较往年偏多，气温起伏大，小猪抗冻能力弱，抵抗力差，容易诱发腹泻等常见多发病死亡。
3. 养殖户法律意识单薄，随意丢弃死猪的陋习没有完全改正，随着近期气温回暖，原沉在河道里的死猪陆续上浮。

## 外媒报道
自情况曝光以来，BBC，VOA、CNN媒体等对该事件持续追踪报道。

## 外部連結
- 事件新聞專題：
  - . 東方網上海頻道.   [2013-03-16]. （原始内容存档于2016-03-04）.
  - . 鳳凰網.   [2013-03-18]. （原始内容存档于2018-09-26）.
  - . 21世紀網.   [2013-03-21]. （原始内容存档于2013-03-23）.
  - . 21世紀網.   [2013-03-26]. （原始内容存档于2013-03-31）.
- 電視脫口秀節目：
  - . 财经郎眼. 2013-03-23  [2013-04-04]. （原始内容存档于2017-10-15）.